# イエス＝キリスト＝教会 (ダーレム)

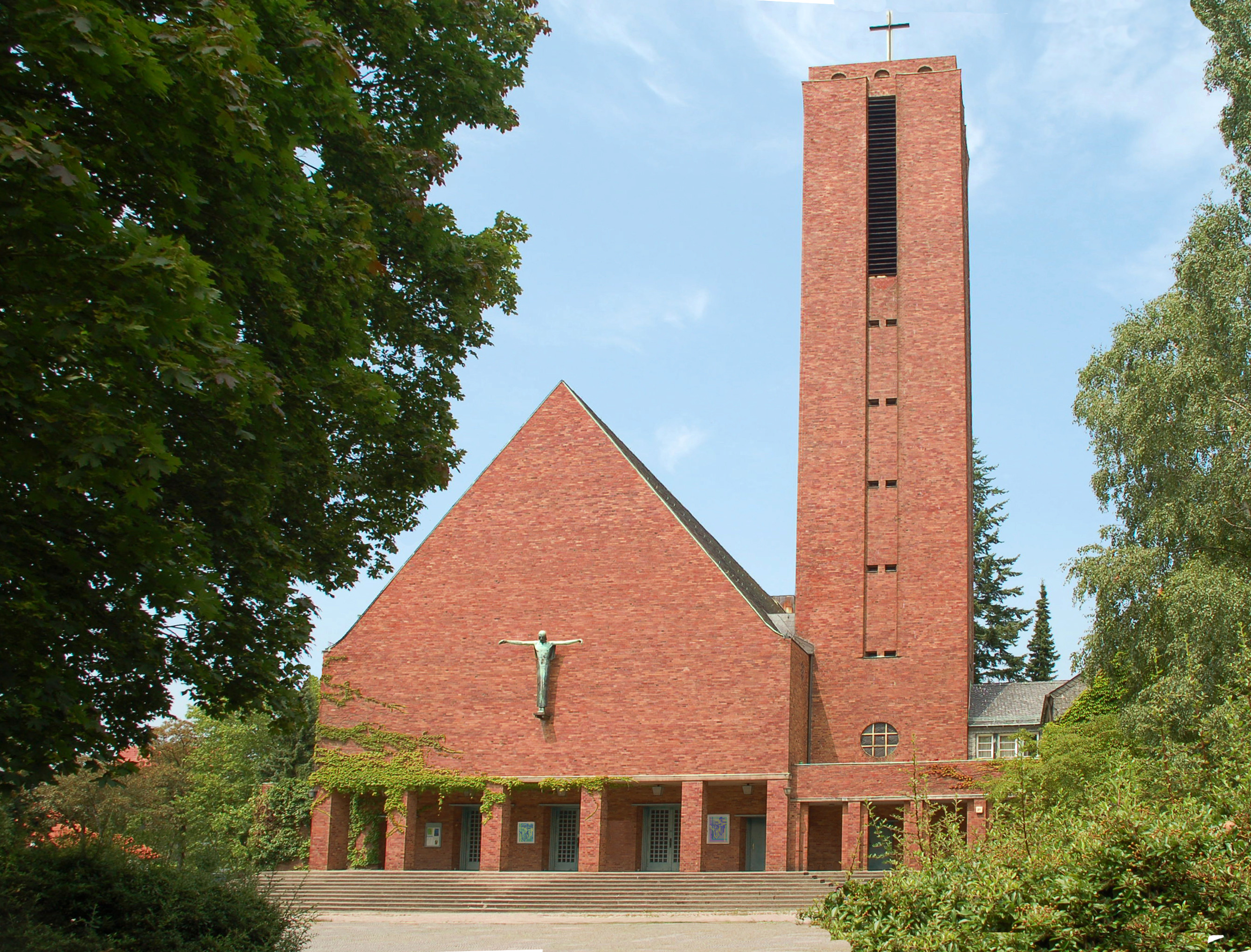
ダーレム・ヒットルフ通りから見た
イエス・キリスト教会 (ダーレム)

イエス＝キリスト＝教会 (ダーレム) （ドイツ語:  Jesus-Christus-Kirche (Dahlem)）はドイツ連邦共和国、 ベルリン南西部、シュテーグリッツ＝ツェーレンドルフ区のダーレム地区にある福音主義教会。ベルリン＝ダーレム教会共同体がここでルター派礼拝をおこなっている。イエス＝キリスト＝教会 (ダーレム)は反ナチ運動を担った告白教会の中心的存在であった。その伝統は現在も受け継がれており、迫害を受けた政治亡命者や、国外追放処分を受けた者たちの避難所である。最近でも難民たちの避難所としての機能を持っている。
この教会はベルリンにおける文化施設の一つでもある。この教会は礼拝以外にクラシック音楽の録音スタジオと演奏会会場としての役割も担っている。演奏される曲目やアーティストの知名度は全く問われないが、ヴィルヘルム・フルトヴェングラーやヘルベルト・フォン・カラヤンの名がこの教会堂の歴史に刻まれている。
ヒットルフ通りの向かい側にはベルリン自由大学日本学研究所がある。

## 所在地

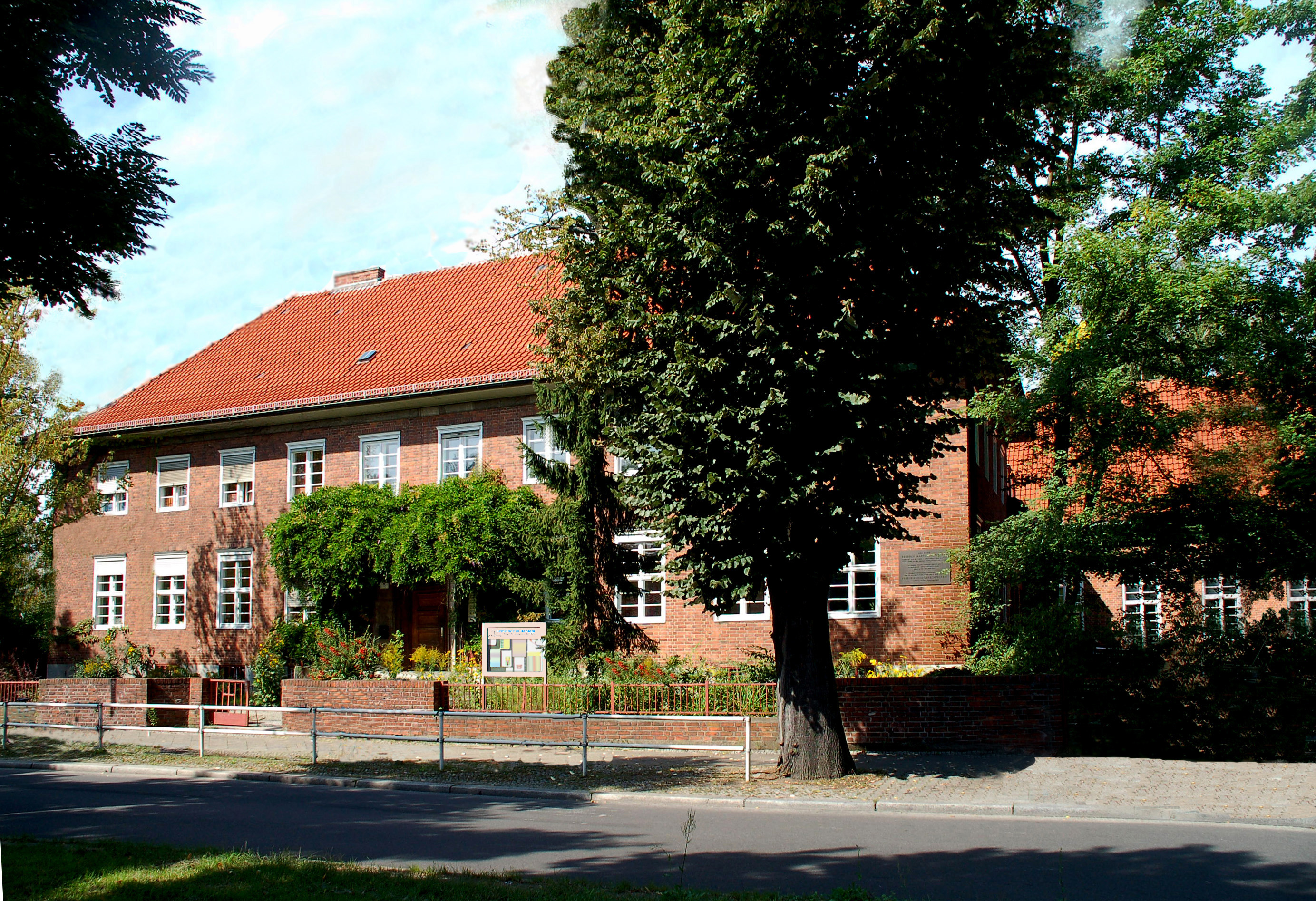
ダーレム教会共同体会館

この教会はベルリン＝ダーレム地区ヒットルフ通り23番地にある。ファラダイ通りと交差点の前になる。この教会が属しているダーレム教会共同体会館はベルリン地下鉄(U3号線)・ダーレムドルフ駅に近いティールアレー1-3番地になる。ケーニギン＝ルイーズ通り55番地にはダーレム教会共同体に属するもう1つの教会、聖アンネン教会がある。ダーレム教会共同体にはイエス・キリスト教会と聖アンネン教会の2つの教会が属しており、教会墓地は聖アンネン教会の敷地にある。この教会墓地には著名な学生運動家ルディ・ドゥチュケが埋葬されている。
ダーレム教会共同体はベルリン＝ブランデンブルク＝シュレージシェ・オーバーラウジッツ福音主義教会(EKBO)のベルリン教区(Sprengel Berlin)・テルトウ・ツェーレンドルフ地区に属している。ダーレム教会共同体の属しているベルリンのこの州教会はドイツ福音主義教会(EKD)に加盟し、合同教会として福音主義合同教会(UEK)にも属している。

## 第2回告白教会総会開催地

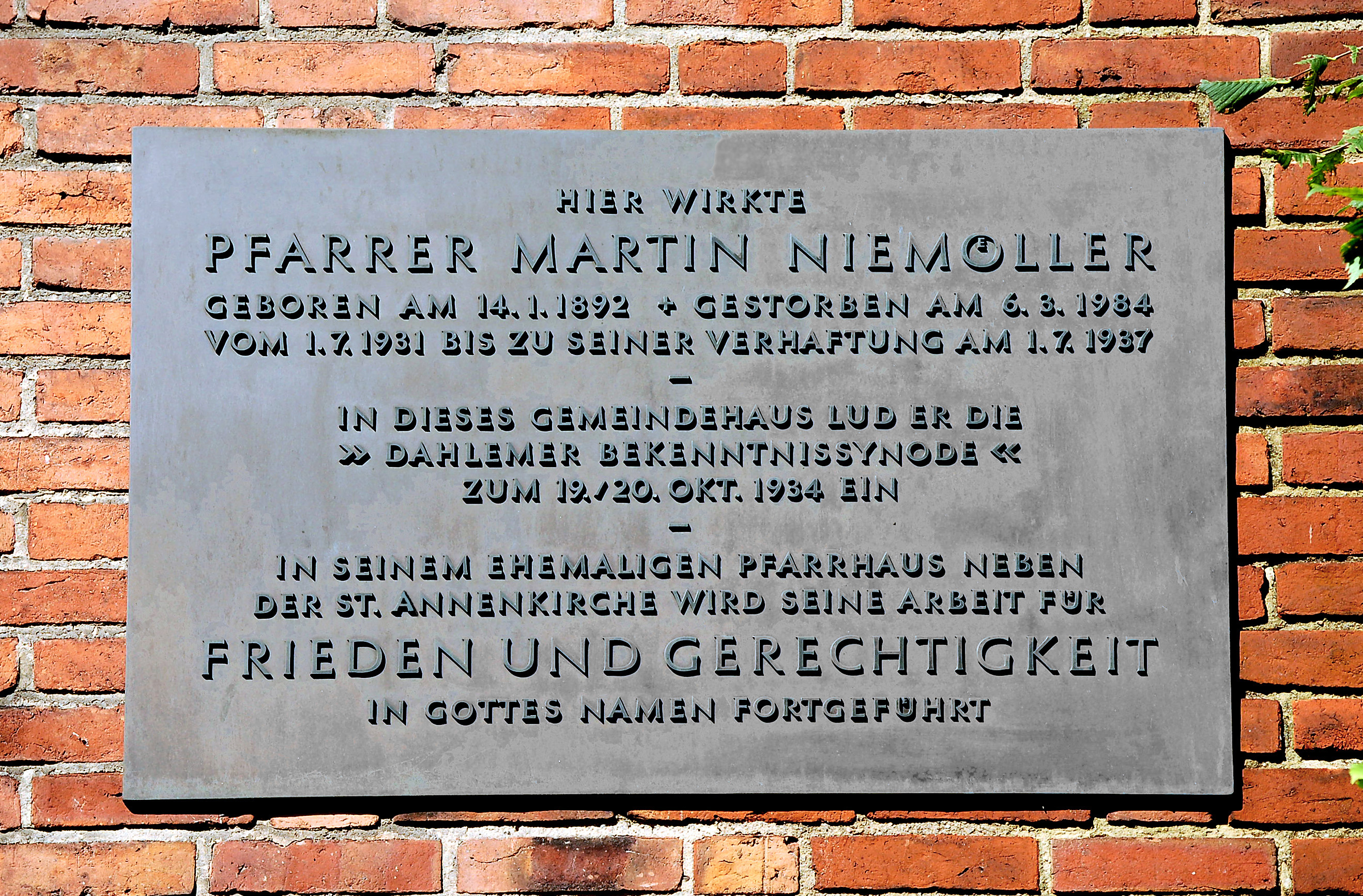
1934年10月第2回告白教会総会
開催記念銘板

イエス＝キリスト＝教会 (ダーレム)は1933年から1945年まで告白教会に属していた。1931年には、マルティン・ニーメラーがダーレム教会共同体の第3牧師として招聘された。第3牧師のニーメラーは本来、聖アンネン教会の牧師であったが、彼が担当する礼拝説教には出席者が殺到し、聖アンネン教会の古くて狭い教会堂では収容し切れず、しばしばイエス・キリスト教会の広い教会堂が利用されていた。
1933年1月30日にナチス政権が成立し、キリスト教会においてもナチズムを支持するドイツ的キリスト者運動が発生した。これに対して、マルティン・ニーメラーは牧師緊急同盟の結成を全ドイツの福音主義教会に1933年9月21日に呼びかけた。この同盟には全ドイツの牧師の3分の1が加入した。翌年の1934年5月にバルメンにおいて第1回告白教会総会が開催され、バルメン宣言が発表された。1934年10月19日から20日まで第2回告白教会総会がこのダーレム教会共同体の施設、教会堂で開催された。

## 歴史

### 建築過程
20世紀初頭において、ドイツ政府はベルリン郊外のダーレム御料地の区画は農地として使用しないことを取り決めていた。御料地の土地区画は別荘もしくは邸宅用地として分譲された。その後、地域住民の数は急激に増加した。1904年の段階において104人だったダーレムの住民数は1919年には12,600人になり、多くの新住民、なかでも高級官吏がダーレム地域に転居した。中世期に建設された聖アンネン教会では増加した礼拝出席者を収容するのには小さ過ぎた。そのため、福音主義教会共同体は第2教会の教会堂設計コンペを告知した。1914年3月15日にハインリヒ・シュトラウマーの教会堂建設に関する設計案が採択された。しかし、この案は第1次世界大戦が勃発したため、現実のものにならなかった。
教会共同体の経済的状況が好転した後、1927年にティールアレーに教会共同体会館が完成し、教会堂建設が具体化した。設計コンペに関してルートヴィヒ・バルトニングが大きな影響を与えていた。彼は建築家オットー・バルトニングベルリン芸術大学教授の弟で、教会共同体の役員でもあった。彼は当時流行していた教会堂のスタイルを好んでいた。それは教会堂入り口に向かい合う形で祭壇を置くスタイルであり、説教壇の価値を重く見ない傾向がその時代において顕著であった。この影響が1928年11月に公示された設計公開コンペにも出ていた。1929年3月における設計コンペにおける当選者はダーレムの建築家のユルゲン・バッハマンに決定した。
教会堂建設の前に発生した世界恐慌の影響によって、新たに大きな経費削減を強いられた。その結果、教会堂に付帯する住宅用建物の建築は延期された。1930年10月18日、定礎式がおこなわれた。困難な時期であったが、ダーレム教会共同体は新たな方向性を社会に示した。教会堂の建設労働者たちにクリスマス臨時手当を支払うために、上棟式が取りやめられた。1932年12月20日に、ダーレム教会共同体は献堂式をおこなった。

#### 内部造形
この教会堂の設計者ユルゲン・バッハマンが内部造形に関して記述している。
　教会堂の空間は明るい壁と暗い天井で出来ている。祭壇背後の壁は使徒信条で飾られている。その他の点では長椅子とオルガンの置かれた2階席に使われた木材が多彩な仕上げで処理されている。会堂建築の仕上げに際して経費節減が行われているが、多彩なステンドグラスを組み込むことは出来ており、菱形を分割した意匠が正面祭壇部分で表現されている。比較的安価な材料を使用しているにもかかわらず、多くのピースで出来ているステンドグラスは多彩な輝きを示している。
祭壇のある空間はムッシェルカルク石によるコーティングで保護され、10メートル上に祭壇十字架が置かれている。元々、教会共同体会館に小洗礼室が置かれることが計画されていたので、祭壇の周囲には固定された洗礼盤は置かれていない。最終的に、説教壇は音響面から教会堂の身廊部分(祭壇空間はアプスに近い意匠になっている)の端に置かれることになった。吊り下げられた電球によって、技巧を凝らした照明が人々の頭上に届き、明るさが下に行く程暗くなっていく、情趣溢れる印象的な空間が出来ている。

#### 音響効果、装置

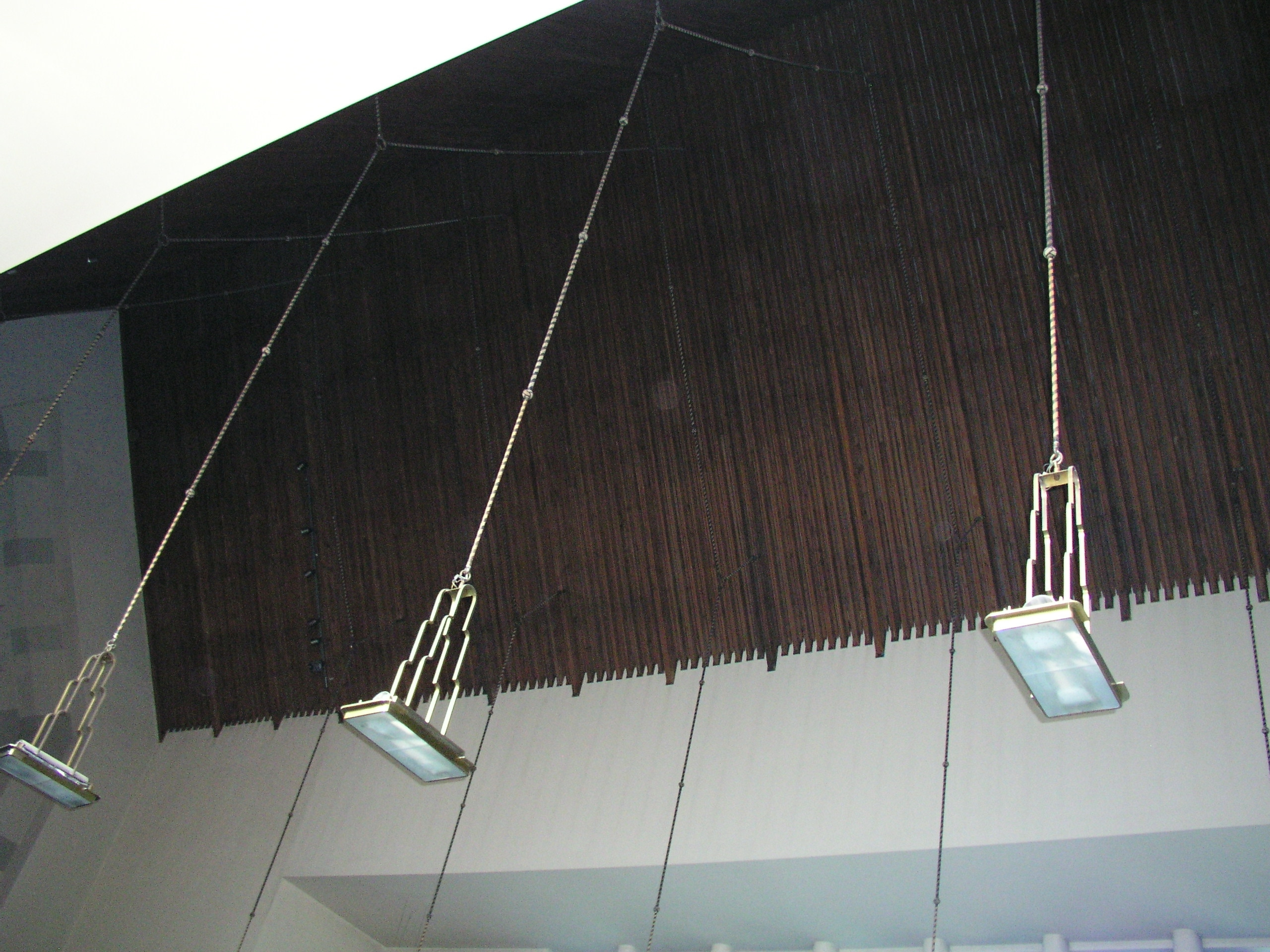
音響効果を得るために、木材構造材の下に作られた空洞空間

ヨハネス・ビーレ教授が1929年秋以降に音響に関する問題に取り組んだ。教会堂身廊は22ｍに及ぶ高い天井を持っているため、これは容易な問題ではなかった。そのため、彼は教会堂設計者に対して疑義を表明した。
しかしながら、この高い天井は驚くべき効果を示した。音響効果の良さは尋常ではなく、礼拝においても、音楽演奏においても教会堂入場者数の多寡に左右されない素晴らしいものであった。この原因として、天井の構造がスリットの入った木製羽目板で構成されていたことであった。

#### 外部造形

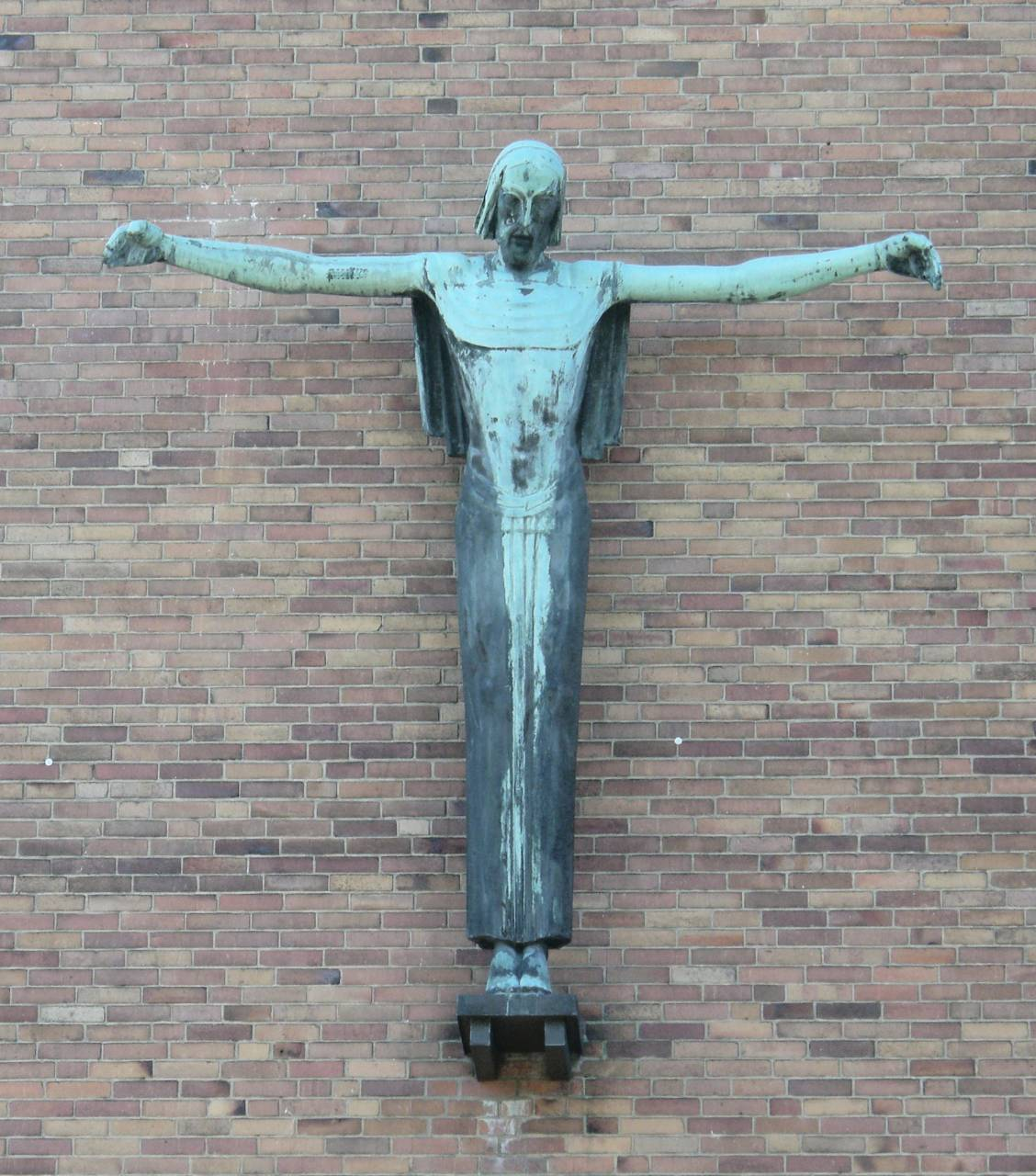
ファサードに据えられたキリスト彫像

教会堂建築において、設計者は明るい赤色の硬質煉瓦を選んだ。高級住宅地であるダーレムの雰囲気と公園の緑に合わせるための配色であった。明るい赤色、赤褐色、黄色という類似色相配色の硬質煉瓦が組み合わされた約50ｍの高さを持つ教会塔は、ダーレム地区にあってすぐに分かるようにそびえ立つように設計された。塔には4つのブロンズの鐘が吊り下げられ、ロ、重嬰ニ、嬰トと嬰ヘの音が合わされ、電気によって鳴らされた。
教会堂入り口の上には、「共同体に祝福を与えるキリスト」と題されたルートヴィヒ・イーゼンベックによるキリスト像が据え付けられている。

### 戦争と復興
第2次世界大戦時のベルリン空襲によって、正面にある大窓が破壊された。教会堂内漆喰と屋根も損害を受けた。4つのブロンズ製鐘は戦争遂行のための必要資材と見なされたため、接収され溶かされた。会堂が被災したため、1945年から1947年まで教会として使用が出来なくなり、礼拝はファラダイ通り10番地にある建物で行われた。1948年になって、単体の鐘がハンブルクの鐘の墓場から運ばれて来た。しかしながら、1953年8月20日に、その鐘は落下してしまった。その原因は不明のまま解明できなかった。1954年1月31日、鉄鋼製の新しい鐘の聖別式が執り行われた。その鐘はベルリン・ノイケルンにあったフランツ・ヴェーレン鉄鋼工場(1983年に製作終了)で製作された。そうこうするうちに、2階席を会堂内に設置するために、教会堂内の控室が拡張された。

## 録音スタジオとしての使用
室内音響の素晴らしさのおかげで、イエス＝キリスト＝教会 (ダーレム)は録音スタジオとして使用されている。1950年代以降、この教会は有力なオーケストラ、合唱団、国際的なソリスト、指揮者、そして大きな世界シェアを有するレコード会社、ラジオ局、放送局の録音会場として使われている。その使用に関して、以下の演奏家や演奏団体を挙げることが出来る。ベルリン・フィルハーモニー管弦楽団 、その指揮者としてヴィルヘルム・フルトヴェングラー、カール・ベーム、フェレンツ・フリッチャイ、ヘルベルト・フォン・カラヤン、クラウディオ・アバド 、ダニエル・バレンボイム、共演した世界的演奏家としてスヴャトスラフ・リヒテル、ムスティスラフ・ロストロポーヴィチ, アンネ＝ゾフィ・ムター, ギドン・クレーメル, アンドレイ・ホテーエフ, オルガ・シェプス, ルチアーノ・パヴァロッティ, ミレッラ・フレーニ, ヴァルトラウト・マイヤー, ジークフリート・イェルザレムらがいる。
ドイツ・グラモフォン, EMI, デッカ・レコード, フィリップス・レコード等のレコードレーベル、レコード会社、とりわけ、西ベルリン・アメリカ軍占領地区放送局(略称、リアス放送局) とドイツ文化ラジオはこの教会を録音会場として高く評価した。
良好な音響に加えて、オーケストラと合唱団のための配置スペースを広く確保できることが演奏家や録音技術者たちから別の長所として評価されている。イエス＝キリスト＝教会 (ダーレム)の場合、教会堂内の長椅子を後方に移動させて、広いスペースを作ることが出来る。騒音の無いセントラルヒーティングや優れた室内照明も評価されている。